# Bretagne-i amerikai katonai temető
A bretagne-i amerikai katonai temető  (Brittany American Cemetery) egy második világháborús sírkert a franciaországi Saint-James  közelében.

## A temető
A temetőt az egykori amerikai St. James Cemetery helyén létesítették, amelyet a 3. hadsereg nyitott meg 1944. augusztus 4-én. Azt a pontot jelöli, ahol az amerikai erők kitörtek a sövényekkel tűzdelt Normandiából Bretagne mezőire az Avranches körüli harcokban. A sírkertben 4404 amerikai hősi halottat temettek el, akik a közelben lezajlott csatákban vesztették az életüket 1944-ben. A szürke gránitból készített emlékmű része egy kápolna, amelyben két nagy fali térkép mutatja az amerikai hadmozdulatokat. A falakra 500 olyan amerikai katona nevét vésték fel, aki ismeretlen helyen nyugszik. A temetőben két olyan katonai is nyugszik (Sherwood Henry Hallman és Ernest W. Prussman), aki posztumusz megkapta a Medal of Honort.